# Atlantski ocean
Atlantski ocean, zvan i Atlantik, drugi je najveći ocean na Zemlji i pokriva približno petinu njene površine. Ime oceana potječe iz grčke mitologije i znači "Atlasovo more".
Atlantski je ocean od sjevera prema jugu izduženi bazen u obliku slova S, kojega se u području ekvatorskih protustruja na približno 8° sjeverne širine može podijeliti na sjeverni i južni dio. Na zapadu ga omeđuju Sjeverna i Južna Amerika, na istoku Europa i Afrika, a preko Arktičkog oceana na sjeveru i Drakeovog prolaza na jugu povezan je s Tihim oceanom. Od godine 1914. postoji i poveznica s Pacifikom kroz Panamski kanal. Na istoku granica Atlantskog i Indijskog oceana teče po 20° istočne dužine. Granica s Arktičkim oceanom ide po izlomljenoj crti od Grenlanda do najjužnijih dijelova Svalbarda i natrag na jug do Norveške.
Atlantski ocean pokriva oko 20 % površine Zemlje i drugi je po veličini nakon Tihog oceana. Zajedno sa susjednim morima obuhvaća površinu od oko 106 450 000 km²; a bez njih 82 362 000 km². Površina kopna s kojeg se rijeke slijevaju u Atlantski ocean je dvostruko veća od površine kopna koje napaja Tihi i Indijski ocean zajedno. Volumen Atlantskog oceana sa susjednim morima je 354 700 000 km³, a bez njih 323 600 000 km³.
Prosječna dubina Atlantika i susjednih mora je 3332 m; a bez njih čak 3926 m. Najdublja točka, 8605 m, nalazi se u Portorikanskoj brazdi. Širina oceana kreće se od 2848 km između Brazila i Liberije do oko 4830 km između SAD-a i sjeverne Afrike.
Obala Atlantskog oceana je razvedena, s brojnim zaljevima i morima uključujući Karipsko more, Meksički zaljev, Zaljev St. Lawrence, Sredozemno more, Crno more, Sjeverno more, Baltičko more, Norveško more i Weddellovo more. Među otocima Atlantskog oceana ističu se Svalbard, Grenland, Island, Velika Britanija, Irska, Veliki i Mali Antili, Fernando de Noronha, Azori, Madeira, Kanarski otoci, Zelenortski otoci, Bermuda, Karibi, Ascension, Sveta Helena, Tristan da Cunha, Falklandski otoci i Južna Georgia.
| Tihi ocean                 | Tihi ocean | Tihi ocean | Tihi ocean | Atlantski ocean | Atlantski ocean | Atlantski ocean | Atlantski ocean | Indijski ocean | Indijski ocean | Indijski ocean | Indijski ocean | Južni ocean | Južni ocean | Južni ocean | Južni ocean | Arktički ocean | Arktički ocean | Arktički ocean | Arktički ocean |
| Svjetsko more • Superocean |            |            |            |                 |                 |                 |                 |                |                |                |                |             |             |             |             |                |                |                |                |